# 瓦索·丘布里洛维奇
瓦索·丘布里洛维奇（1897年1月14日—1990年6月11日），波斯尼亚塞尔维亚学者，曾参与1914年刺杀奥地利大公费迪南的萨拉热窝事件，因未成年被判16年监禁，一战结束后出狱，进入大学学习历史学，后在贝尔格莱德大学担任历史学教授。1941年纳粹德国入侵南斯拉夫后被关入班吉卡集中营。战后担任南斯拉夫农业部长，晚年不再积极支持泛斯拉夫主义并为参与刺杀费迪南感到遗憾。